# چهار برادر (فیلم)
چهار برادر (انگلیسی: Four Brothers) فیلمی در ژانر اکشن، مهیج، جنایی و درام به کارگردانی جان سینگلتون است که در سال ۲۰۰۵ به نمایش درآمد.

## چکیده داستان
چهار برادر متفرق (دو سفیدپوست، دو سیاه پوست) پس ازآنکه مادر خوانده آنها در یک سرقت سوپرمارکت به ضرب گلوله کشته می شود، برای گرفتن انتقام مادرشان با هم دیدار می کنند و کارها را به دست می گیرند. آنها با سرپیچی از پلیس، شروع به جستجوی همه سنب و سوراخهای محله قدیمی دیترویت به دنبال کسانی که مسئول مرگ مادرشان بودند، می کنند. در طول این حستجوی موثر پرکشش و هیجان انگیز، آنها کشف می کنند که پیوندهای قویتری از پیوندهای خونی آنها را برای همیشه متحد می کند.

## بازیگران
- مارک والبرگ
- ترسی گیبسون
- گرت هدلند
- ترنس هاوارد
- جاش چارلز
- سوفیا ورگارا
- فیونولا فلانگان
- چیوتل اهیرفور
- ترجی پی. هنسون
- پائولو بولیونی
- فرانچسکو وندیتی
- پاسکواله آنسلمو